# Slag bij Himera (480 v.Chr.)
De Slag bij Himera, mogelijk gevochten op hetzelfde moment als de bekendere Slag bij Salamis of op de dag van de Slag bij Thermopylae, was een veldslag tussen een Grieks leger van Syracuse onder leiding van Gelon en van de stad Akragas onder leiding van Theron tegen een Carthaags leger onder leiding van Hamilcar. De Grieken wonnen de slag, waarmee ze de poging van Carthago om de afgezette tiran van Himera terug op de troon te krijgen verijdelden. Geleerden zeggen dat deze nederlaag de invloed van Carthago in Sicilië sterk verzwakte voor vele decennia. Het was een van de belangrijkste slagen in de Siciliaanse Oorlogen.

## Achtergrond
De Feniciërs hadden veel handelsposten gesticht op de kust van Sicilië na 900 voor Christus, maar waren nooit tot diep in het binnenland doorgedrongen. Ze hadden gehandeld met de Elymiërs, Sicanen en de Sicelen en settelden zich uiteindelijk in Motya, Panormus en Solus toen de Griekse colonisten arriveerden na 750 voor Christus. Deze steden bleven onafhankelijk tot ze deel werden van de Carthaagse hegemonie na 540 voor Christus, waarschijnlijk toen Malchus van Carthago "heel Sicilië veroverd had", en de buit naar Tyrus zond.

### Carthaagse hegemonie en de Grieken in Sicilië
Carthago creëerde zijn hegemonie voor een deel om de Griekse aantasting in de Fenicische invloed te weerstaan. De Feniciërs deden in het begin (750-650 v.Chr.) niets om de Grieken tegen te houden, maar nadat de Grieken Iberië hadden iets na 650 v.Chr. kwam Carthago naar boven als leider van het Fenicische verzet. Tijdens de zesde eeuw voor Christus, vooral onder leiding van de Magoniden, richtten de Carthagers een commercieel dominante positie op in het westen van de Middellandse Zee. De Feniciërs in Sicilië en de Elymiërs hadden zich bij elkaar aangesloten om de Grieken van Selinous te verslaan te Libyaeum in 580 voor Christus. Dit was de eerste beschreven botsing tussen de Grieken en Feniciërs op Sicilië. Het volgende conflict nam 70 jaar later plaats.
De Grieken die leefden in Sicilië gedroegen zich ongeveer zoals de Grieken in Griekenland zelf: ze waren constant bezig met het uitbreiden van hun politieke en commerciële gebied ten nadele van hun buren terwijl ze de Ionisch/Dorische vete levend hielden. De Dorische kolonies waren agressiever bij het uitbreiden van hun grondgebied. Handel floreerde ook tussen de inboorlingen, de Grieken, de Feniciërs en de Siciliaanse Grieken. Deze welvaart maakte het mogelijk voor sommige Griekse steden om hun gebieden opnieuw uit te breiden, wat uiteindelijk leidde tot de gebeurtenissen bekend als de "Eerste Siciliaanse Oorlog".

#### Carthago doet mee aan het gevecht
Carthago en de Elymiërs hadden samengewerkt in 510 v.Chr. om de expeditie van prins Dorieus te weerstaan. Hij had de Spartaanse troon verloren en probeerde een kolonie te stichten en probeerde Eryx te koloniseren, nadat hij verdreven was uit Lybië door Carthago in 511 voor Christus. Dorieus werd verslagen en gedood, waarna de Griekse overlevenden Heraclea Minoa stichtten. Siciliaanse Grieken (waarschijnlijk de burgers van Akragas, Gela en Selinous) vochten hierna een oorlog als wraak tegen Carthago, wat leidde tot de vernietiging van Heraclea en een overeenkomst die economische voordelen bracht voor de Grieken. De roep om hulp om de dood van Dorieus te wreken werd genegeerd door de Grieken op Griekenland, zelfs door Leonidas van Sparta, de broer van Dorieus en degene die later onsterfelijke roem zou krijgen bij Thermopylae in 480 voor Christus. Dit toonde waarschijnlijk de zinloosheid van het weerstaan van Carthago door de Griekse steden of het bewijs dat de Sicilianen niet moesten rekenen op de Grieken vanop het vasteland, een situatie die zou veranderen met de opkomst van de Griekse Tyrannoi in Sicilië.

### Griekse tirannen
Terwijl Carthago beziggehouden werd in Sardinië vielen de meeste van de Griekse kolonies onder de heerschappij van de tirannen. De tirannen van Gela, Akragas en Rhegion vergrootten succesvol hun grondgebied ten koste van de inboorlingen van Sicilië tussen 505 en 480 v.Chr. Hierbij was de Dorische stad Gela het meest succesvol.

#### Dorische Grieken domineren Sicilië
Cleander van Gela en zijn broer Hippocrates namen succesvol zowel Ionisch als Dorisch Grieks gebied over, en tegen 490 v.Chr. waren Messina, Leontini, Catana, Naxos, naast de naburige landen van de Siceli en Kamarina onder de controle van Gela gevallen. Gelo van Syracuse, de opvolger van Hippocrates nam Syracuse in in 485 v.Chr. en maakte het tot zijn hoofdstad. Door de voormalige inwoners uit te roeien, mensen te deporteren en tot slaaf te maken transformeerde Gelo de vroegere Ionische steden in Dorische steden en maakte van Syracuse de dominante kracht in Sicilië. Ondertussen had Akragas succesvol landen van de Sicanen en Sicelen onder leiding van de tiran Theron van Akragas(488-472 v.Chr.) ingenomen. Om conflicten tussen Akragas en Syracuse te voorkomen, regelden Gelo en Theron huwelijken tussen hun families, waarmee ze een verenigd front maakten tegen de Sicelen en de Ionische Grieken op Sicilië.

#### Ionische Grieken roepen Carthago om hulp
Om een antwoord te hebben op deze Dorische dreiging sloot Anaxilas van Rhegion een bondgenootschap met Terrilus, de tiran van Himera, en trouwde met zijn dochter. Himera en Rhegion werden vervolgens bondgenoten van Carthago, het dichtstbijzijnde machtige rijk dat sterk genoeg was om hulp te voorzien. Selinous, een Dorische stad waarvan het grondgebied aan Therons land grensde, werd ook een bondgenoot van Carthago. Misschien dreef de angst voor Theron en de vernietiging van Megara Hyblaea (moederstad van Selinous) door Gelo in 483 v.Chr. hen om dit te doen. Er waren dus drie machtsblokken in Sicilië in 483 v.Chr. Ioniërs die het noorden domineerden, Carthago domineerde het westen en de Doriërs het oosten en het zuiden. De Sicelen en Sicanen, volledig omsingeld in het midden, bleven passief, maar de Elymiërs sloten zich aan bij de Carthaagse alliantie.

## Aanloop van de slag
De stad Himera had ooit eens gevraagd aan Phalaris, de tiran van Akragas (570-554 v.Chr.), om over Himera te heersen. Theron daagde Phalaris uit toen hij Terillus van Himera afzette en de stad bij zijn domein toevoegde in 483 voor Christus. Terillus was machtig geworden in Himera nadat hij de heersende oligarchen had verdreven (waarna ze naar Akragas gevlucht waren), en hij was waarschijnlijk zijn aanhangers verloren, wat uitgebuit werd door Theron. Terillus vroeg Hamilcar, suffeet van Carthago, om hulp. Anaxilas wilde hem ook helpen, en hij zond zijn eigen kinderen als gijzelaars naar Carthago als teken van zijn loyaliteit. Na een oponthoud van 3 jaar leidde Hamilcar een Carthaagse expeditie naar Sicilië in 480 voor Christus, dus op hetzelfde tijdstip als de expeditie van Xerxes I tegen het Griekse vasteland.

### Gelo wil Griekenland niet helpen
De Grieken van het vasteland hadden een ambassade naar Gelo gestuurd waarbij ze hulp vroegen om tegen Xerxes te vechten. Gelo klaagde eerst dat de Grieken eerst zijn vraag om hulp voor tegen de Carthagers hadden geweigerd in het verleden, maar hij stelde voor om 24.000 infanterie, 4.000 cavalerie en 200 oorlogsschepen naar Griekenland te sturen samen met veel provisies als hij de opperleider zou worden. De Spartanen weigerden dit, en Gelo vroeg dan om leider te zijn van ofwel de land- of zeemacht. Toen weigerde de Atheense gezant dit, en de Grieken gingen met lege handen weg. Gelo trok ook zijn beloften in, hij zond 3 schepen onder Cadmus van Kos naar Delphi, met instructies om zich over te geven aan Xerxes als de Perzen zouden overwinnen.

### Het Carthaagse leger
Hamilcar zou een leger van in totaal 300.000 soldaten uit Iberië, Sardinië, Corsica, Italië, Gallië en Afrika verzameld hebben, samen met strijdwagens, 200 oorlogsschepen en 3.000 troepentransporten. Volgens moderne historici zijn deze getallen duidelijk overdreven; het Punische leger kan niet erg veel groter geweest zijn dan dat van de Griekse coalitie. Het leger had geen belegeringstuigen en de Etrusken en Elymiërs, bondgenoten in het verleden tegen de Grieken, maakten geen deel uit van het leger.
Het belangrijkste deel van het leger kwam uit Afrika. De zware Afrikaanse infanterie vocht in een dichte formatie, bewapend met lange speren en lange schilden, ze droegen helmen en linnen harnassen. De lichte Libische infanterie droeg werpsperen en een klein schild, hetzelfde als dat van de Iberische lichte infanterie. De Iberische infanteristen droegen witte tunieken met paarse randen en lederen hoofdbeschermingen. De zware infanterie vocht in een dichte falanx, bewapend met zware werpsperen, lange schilden die het volledige lichaam bedekten en korte steekzwaarden. De Sardinische en Gallische infanterie vochten in hun inheemse uitrustingen, maar waren ook dikwijls uitgerust door Carthago.
De Libiërs, Carthaagse burgers en de Libische Feniciërs leverden gedisciplineerde, goedgetrainde cavalerie bewapend met stootsperen en ronde schilden. De Iberiërs en Galliërs zorgden ook voor de cavalerie, die steunde op de eerste charge. De Libiërs zorgden ook voor de strijdwagens, getrokken door vier paarden.

### Het Griekse leger
Gelo en Theron hadden een goed getraind, ervaren leger tot hun beschikking. De burgersoldaten werden aangevuld met ingehuurde Grieken, Sicelen en huursoldaten elders uit de landen rond de Middellandse Zee, met name uit de Balkan, hetgeen in 2022 door archeologisch DNA-onderzoek aan lichamen in een necropolis werd aangetoond. Gelo gebruikte het geld van de burgers om deze oorlog te bekostigen, wat de ernst van de situatie aantoont. Het Syracusaanse leger te Himera zou 50.000 man infanterie en 5.000 man cavalerie geteld hebben, maar dit is misschien ook overdreven. De grootte van het leger van Theron is niet bekend. Het leger bestond voornamelijk uit hoplieten uit de Griekse steden op Sicilië. Enkelen van de burgers dienden ook als peltasten terwijl de rijkere burgers de cavalerie vormden. Sicelen en Sicanen dienden ook in het leger. De huurlingen zorgden voor de boogschutters, slingers en cavalerie.

## De Carthaagse veldtocht
Hamilcar koos ervoor om niet naar Selinous te zeilen en hierna Akragas aan te vallen, hoewel dit de logische beslissing zou zijn, omdat dit het dichtst bij Carthago lag. De Carthaagse vloot, begeleid door 60 triremen, zeilden in plaats daarvan naar Panormos. Hamilcar koos deze koers waarschijnlijk omdat Terillus terug op de troon krijgen zijn hoofddoel was. De verovering van Sicilië, als hij dat inderdaad wilde, stond op de tweede plaats na zijn plicht tegenover Terillus. De vloot werd beschadigd door stormen op zee, waardoor hij de schepen die de strijdwagens en de paarden vervoerden, verloor - wat een belangrijke factor zou worden in de slag die zou volgen. De Griekse vloot, bestaande uit 200 schepen, hinderde de oversteek niet, en speelde geen rol in de komende slag.

### De Carthagers slaan hun kamp op te Himera
Hamilcar deed er drie dagen over om zijn troepen te Panormus te organiseren en zijn vloot te repareren. De Carthagers marcheerden langs de kust naar Himera, met de vloot die hen over zee begeleidde, en sloegen hun kamp op bij de stad. Theron was al met zijn leger aanwezig in Himera, maar de Grieken kwamen niet tussenbeide in de Carthaagse operaties. De Griekse bondgenoten van Hamilcar (Grieken van Selinous en Anaxilas van Rhegion) waren afwezig en deden niet mee aan de slag.
De stad Himera ligt op de top van een heuvel (10–13 m hoog) op de westoever van de rivier de Himera. De heuvel is steil in het noorden, westen en oosten maar niet erg steil in het zuiden. Er zijn heuvels ten westen en ten zuiden van de stad. De Carthagers sloegen twee kampen op bij Himera. Het kamp bij de zee werd ten noorden van Himera geplaatst, omringd door een palissade en een greppel. Er was nog een tweede kamp ten zuiden van een lage heuvel ten westen van Himera.

### Therons nederlaag en Gelo's aankomst
Het is niet bekend of Hamilcar belegeringswerktuigen wilde bouwen bij Himera. Nadat de kampen waren opgeslagen, werden de Carthaagse schepen met voedselvoorraden afgeladen en werden ze daarna naar Sardinië en Afrika gestuurd om nog meer voorraden te halen. 20 triremen bewaakten de zee, de rest van de schepen waren aan land getrokken bij het kamp aan de zee. Himera werd niet volledig omsingeld; het oosten en zuiden waren open.
Hamilcar leidde een uitgekozen groepje van soldaten en versloeg de Grieken van Himera in een veldslag buiten de stad. De Grieken blokkeerden de westelijke poorten van Himera maar hun moraal zonk in de grond, terwijl de Carthagers het volledige grondgebied van Himera bestreken. Theron zond boodschappen naar Gelo, die aankwam met zijn leger en zijn kamp opsloeg aan de andere kant van de rivier. Gelo's cavalerie kon veel van de Carthagers die voedsel zochten, gevangennemen, want Hamilcar had geen cavalerie om dit te voorkomen. Het moraal van de Grieken in Himera werd beter dankzij Gelo's manoeuvres.

## De slag
Herodotus en Diodorus Sicullus geven elk verschillende versies van de slag. Diodorus gaf een meer gedetailleerd verslag.

### Herodotus' verslag
De Grieken en Carthagers vochten vanop het moment dat de zon opkwam totdat deze weer onderging, terwijl Hamilcar de slag bekeek vanuit zijn kamp en offerde aan Baal in een enorm vuur. Er wordt geen informatie over de nummers, het verloop van de slag of plaats ervan gegeven. Toen het Carthaagse leger op de vlucht was geslagen sprong Hamilcar in zijn eigen offervuur. Zijn lichaam werd nooit gevonden en de Grieken richtten een monument op ter ere van hem op de plaats waar hij stierf. Herodotus schrijft dat deze slag en de slag bij Salamis op dezelfde dag werden gevochten.

### Diodorus' verslag
De acties van de Griekse cavalerie dwongen Hamilcar om een brief te zenden naar Selinous, waarin hij hen vroeg om cavalerie naar hem te zenden. De brief werd echter onderschept door de mannen van Gelo. Gelo plande om zijn eigen cavalerie te gebruiken en zich voor te doen als de versterkingen en zo in het Carthaagse kamp te infiltreren, terwijl zijn leger het kamp op het land zou aanvallen.

#### De Grieken vallen de Carthagers aan
Gelo's cavaleristen verlieten hun kamp op de nacht voor de gekozen dag, en bij zonsopkomst kwamen ze aan bij het Carthaagse kamp aan de zee en werden toegelaten in het kamp. De Grieken zagen hen binnen in het Carthaagse kamp vanuit Himera en deden een signaal naar Gelo om dit duidelijk te maken. Het is niet bekend of het Syracusaanse leger zich in Gelo's kamp bevond of zich ergens erbuiten had verzameld. De Grieken marcheerden rond het zuiden van Himera en gingen naar het Carthaagse kamp op het land. Theron en zijn leger bleven in Himera. Het Carthaagse leger verliet zijn kamp en stelde zich op op de heuvel, waardoor ze de Grieken dwongen om heuvelopwaarts aan te vallen. Het gevecht was lang en bloedig en geen enkele kant kon de bovenhand krijgen.

#### Dood van Hamilcar
Kort nadat de slag was begonnen, doodden de Griekse cavaleristen Hamilcar terwijl hij zijn offer aan het voorbereiden was. Hierna staken ze de schepen op het strand in brand, waardoor ze voor veel verwarring in het kamp zorgden. Het is niet bekend welke rol de cavalerie later speelde in de slag. De Carthagers probeerden de schepen van de brand te redden en dit lukte bij enkele van de schepen. Sommige schepen, volgestouwd met soldaten, verlieten snel de plaats. Toen het nieuws over Hamilcars dood en de brandende schepen zich verspreidde, begonnen de Grieken harder te duwen en joegen de Carthagers op de vlucht, die terugkeerden naar hun kampen.
In een andere versie beval Gelo Pediarchos, de kapitein van zijn boogschutters, om zich in hem te verkleden en om offers te brengen voor het Griekse kamp. Pediarchos werd omringd door boogschutters die hun bogen in hun kleren hadden verborgen. Hamilcar wilde daarom ook een offer brengen en de boogschutters schoten hem dood.

#### Theron onderneemt actie
Gelo's leger bestormde de Carthaagse kampen en de Grieken verspreidden zich om de tenten te plunderen. De Iberiërs van het Carthaagse leger hergroepeerden zich, en ze vielen de nu kwetsbare Grieken aan, waardoor ze hen zware verliezen toebrachten. De Grieken vochten terug, maar de Iberiërs oefenden zware druk uit en ze kregen de bovenhand in dit gevecht. Op dit kritieke moment mengde Theron zich in het gevecht. Hij leidde de aanval op de flank en de achterkant van de Iberiërs en stak ook hun tenten in brand. De Iberiërs gaven het gevecht uiteindelijk op en trokken zich terug naar de nog aanwezige schepen. Andere Carthagers trokken zich terug naar een heuvel meer naar het binnenland, waar ze zichzelf probeerden te verdedigden. Op de heuvel was er geen water, en ze waren uiteindelijk gedwongen om zich over te geven. Ongeveer de helft van het Carthaagse leger en het grootste deel van de vloot was vernietigd, vele gevangenen werden gemaakt en de Grieken konden veel buit maken. Er wordt ook gezegd dat de overlevende Carthaagse schepen zonken tijdens een storm tijdens hun terugkeer naar Afrika.

## Gevolgen
Gelo en Theron vielen Rhegion of het Carthaagse gebied in Sicilië niet aan na de slag. Carthago bemande in het begin zijn stadsmuren en maakte zich klaar voor een Griekse invasie in Afrika, en probeerde de conflicten niet opnieuw te doen oplaaien. Gelo wilde de Carthagers milde voorwaarden opleggen. Carthago betaalde 2.000 zilveren talenten als vergoeding en moest twee monumenten oprichten ter herinnering aan Himera, maar verloor geen grondgebied. Selinous en Rhegion kwamen ook tot een overeenkomst met Syracuse en Anaxilas huwelijkte zijn dochter uit aan Hiëro I, de broer van Gelo. De status quo van voor de slag was hersteld - Terillus was de uiteindelijke verliezer. De Griekse cultuur en handel bloeiden in Sicilië. Gelo, Theron en Hiëro bouwden publieke gebouwen met de slaven en buit van na de slag. Maar de voorspoed bleef niet duren; de tirannen bleven tegen elkaar vechten. Carthago focuste zich ondertussen op uitbreiding in Afrika en liet Sicilië gedurende 70 jaar  ongemoeid. Uitgezonderd van een onduidelijk gevecht in 454 v.Chr. lieten de Grieken en Feniciërs op Sicilië elkaar ongemoeid.
Himera bleef in het bezit van Akragas tot 472 v.Chr.. Theron verdreef de Ioniërs nadat ze hem hadden proberen van de troon te stoten en bevolkte de stad met Doriërs. Tegen 466 v.Chr. hadden de Grieken zich losgerukt van Gelo en Theron en hadden hun eigen tirannen omver geworpen. Dus in plaats van 3 Griekse machtsblokken die Sicilië domineerden, (Syracuse, Akragas en Rhegion) waren er nu 11 bekvechtende Griekse steden. Ze hielden de Ionisch/Dorische vete levendig en bleven de autochtonen van Sicilië bedreigen. Hun acties leidden uiteindelijk tot de Tweede Siciliaanse Oorlog en de uiteindelijke vernietiging van Himera in 409 v.Chr..

## Notes
1. ↑  Herodotus, 7.166
2. ↑  Diodorus Sicullus, 11.24.1
3. ↑  Baker, G.P., Hannibal, p15-17 ISBN 0-8154-1005-0
4. ↑  Cambridge Ancient History Vol. IV p775
5. ↑  Thucydides, VI.2.6
6. ↑  Freeman, Edward A., History of Sicily, Volume 1, p283-297
7. ↑  Markoe, Glenn E., Phoenicians, p54-55 ISBN 0-520-22614-3
8. ↑  Diodorus Sicullus IV.23
9. ↑  Freeman, Edward A, History of Sicily, Volume 2, p97-100
10. ↑  Baker, G.P., Hannibal, p15
11. ↑  Freeman, Edward A., History of Sicily from the earliest times, II, Oxford, 1891, pp. 130-131.
12. ↑  Herodotus, Historiae VII 163.
13. 1 2  Herodotus, 7.165
14. ↑  Herodotus, 7.158
15. ↑  Herodotus, 7.163
16. 1 2 3  Diodorus Sicullus, XI.20
17. ↑  Cambridge Ancient History Vol. IV p773
18. ↑  Goldsworthy, Adrian, The fall of Carthage, p 32 ISBN 0-253-33546-9
19. ↑  Makroe, Glenn E., Phoenicians, p 84-86 ISBN 0-520-22614-3
20. ↑  Warry, John. Oorlogsvoering in de Klassieke Wereld. pp. 98-99.
21. ↑  (en) Magazine, Smithsonian, Contrary to Popular Lore, Ancient Greek Armies Relied on Foreign Mercenaries. Smithsonian Magazine. Geraadpleegd op 24 augustus 2023.
22. ↑  Op Sicilië vochten Baltische huurlingen met de Grieken tegen Carthago. NRC. Geraadpleegd op 10 oktober 2022.
23. ↑  Freeman, Edward A., History of Sicily, Vol. 2, p190
24. ↑  Freeman, Edward A., History of Sicily, Volume 1, p. 414-416
25. ↑  Diodorus Sicullus, XI.26
26. 1 2  Diodorus Sicullus, XI.24
27. ↑  Herodotus, 7.165-7
28. ↑  Lewis, Sian, Ancient Tyranny, p123-125, ISBN 0-7486-2125-3
29. ↑  Diodorus Sicullus, XI.22
30. ↑  Polyainos I.27
31. ↑  Polyainos I.28
32. 1 2  Diodorus Sicullus, XI.21